# Pavel Petrovitch Chtcherbatov
Pavel Petrovitch Chtcherbatov (en russe : Князь Петрович Щербатов). Né le 3 février 1762, mort le 21 mars 1831 à Saint-Pétersbourg. Conseiller privé, chambellan, sénateur. Neveu du célèbre historien, le prince Mikhaïl Mikhaïlovitch Chtcherbatov.

## Famille
Fils cadet du prince Piotr Mikhaïlovitch Chtcherbatov (1724-1760) et de son épouse Natalia Pavlovna Balka-Poleva (1726-1791).
Le 10 février 1794, le prince Pavel Petrovitch Chtcherbatov épousa la comtesse Anastasia Valentinovna Moussina-Pouchkina (7 janvier 1774-6 mars 1841), fille du maréchal Platon Moussine-Pouchkine.
Trois filles naquirent de cette union :
- Praskovia Pavlovna Chtcherbatova : (1795-1820), première épouse du prince Boris Nikolaïevitch Ioussoupov (1794-1849), morte en couches. Elle fut inhumée dans le caveau familial de la famille Ioussoupov en l'église Saint-Sauveur de Moscou.
- Maria Pavlovna Chtcherbatova : (1797-)
- Natalia Pavlovna Chtcherbatova : (1807-1868), elle épousa le comte Alexandre Nikolaïevitch Zoubov (1797-1875), colonel, petit-fils du feld-maréchal Alexandre Vassilievitch Souvorov et neveu du favori de Catherine II de Russie, le prince Platon Alexandrovitch Zoubov[1].

## Biographie
Issu d'une famille princière de la dynastie des Riourikides, le prince Pavel Petrovitch Chtcherbatov était le fils cadet du capitaine Piotr Mikhaïlovitch Chtcherbatov et de Natalia Pavlovna Balk-Poleva. Son grand-père paternel, le prince Mikhaïl Iourievitch Chtcherbatov eut une grande influence à la cour impériale de Russie, le 26 juillet 1732, par décret impérial, il fut nommé gouverneur de l'oblast d'Arkhangelsk.Son grand-père maternel, le général Pavel Fiodorovitch Balk-Polev (1690-1743) remplit la fonction de chambellan et siégea au Sénat.Ses tantes maternelles : Matriona Pavlovna Balk-Poleva épousa Sergueï Vassilievitch Saltykov (1726-1765) l'un des premiers favoris de l'impératrice Catherine II de Russie,Maria Pavlovna Balk-Poleva (1728-1793) épousa Semion Kirillovitch Narychkine (1710-1770).Le philosophe Piotr Iakovlevitch Tchaadaïev petit-fils de l'historien Mikhaïl Mihaïlovitch Chtcherbatov fut l'un des cousins du prince.

### Carrière militaire

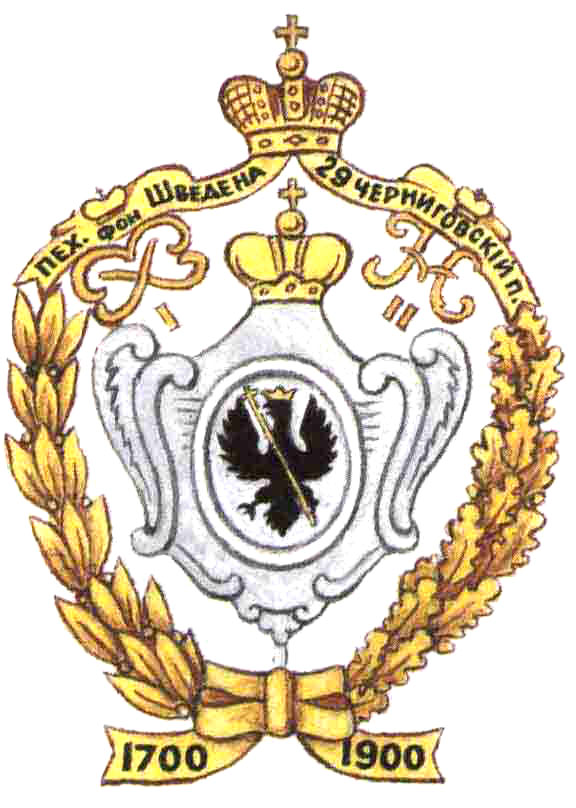
Insigne du 29e Régiment d'Infanterie Tchernogovski

Alors âgé de 5 ans, le prince fut inscrit au 1er Corps des Cadets (1767). Après l'obtention de son diplôme en sciences, en 1782, au grade de lieutenant, il incorpora le 29e Régiment d'Infanterie Tchernigovski. La même année, il fut promu capitaine, puis en 1783, avec le grade de sous-lieutenant, il entra au Régiment de la Garde Préobrajenski.puis occupa le poste d'adjoint du feldmaréchal Valentin Platonovitch Moussine-Pouchkine (1735-1804).

### Carrière politique
En 1784, le prince reçut la charge de gentilhomme de la Chambre, en 1796, il fut nommé chambellan.En 1796, il occupa la fonction de roi d'armes, en 1798, il fit son entrée au Haut conseil secret et siégea au Sénat.En cette année 1798, il dirigea le Conseil d'administration de Saint-Pétersbourg, Paul Ier de Russie lui manifesta son estime en lui offrant une tabatière en or sertie de diamants.
En 1802, pour des raisons de santé, le prince cessa temporairement ses activités politiques puis revint aux affaires en 1805. En 1812, le prince reçut l'Ordre de Saint-Alexandre Nevski et siégea au Conseil d'administration de l'Institut Smolny et de l'Institution de l'Ordre de Sainte-Catherine. De 1804 à 1811, il fut un membre du Club anglais de Saint-Pétersbourg.
Ses ennuis de santé perturbèrent fréquemment ses activités politiques, en raison de son état de santé, il lui fut accordé la permission de siéger au Sénat « lorsque sa santé le permettrait »
En 1818, la maladie obligea le prince à donner sa démission, il effectua plusieurs voyages à l'étranger puis en 1822, il fut mis à la retraite.

### Décès et inhumation
Le prince Pavel Petrovitch Chtcherbatov décéda le 21 mai 1831 à Saint-Pétersbourg, il fut inhumé en la cathédrale de la Sainte-Trinité au monastère Saint-Alexandre-Nevski à Saint-Pétersbourg.

## Les membres de la famille du prince Pavel Petrovitch Chtcherbatov

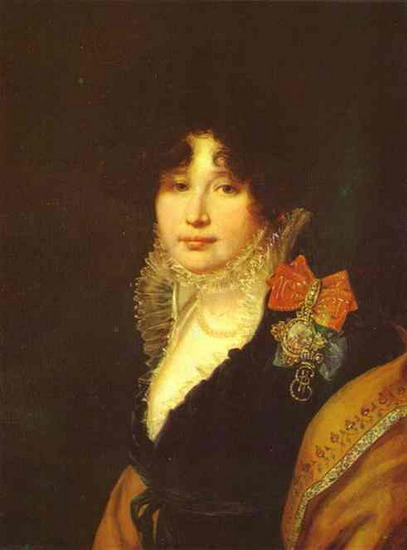
La comtesse Anastasia Valentinovna Moussina-Pouchkina, épouse du prince Pavel Petrovitch Chtcherbatov, une œuvre du peintre russe Orest Adamovitch Kipreski (1808)
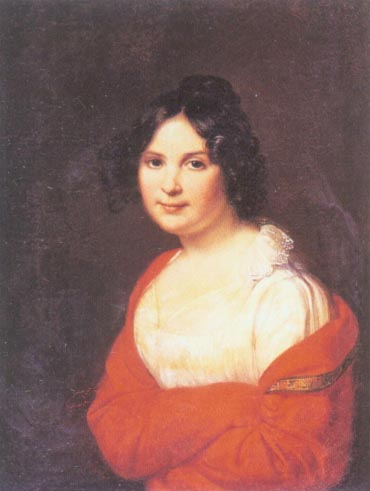
La princesse Praskovia Pavlovna Chtcherbatova, fille du prince Pavel Petrovitch Chtcherbatov et épouse du prince Boris Nikolaïevitch Iousoupov, une œuvre du peintre Karl Kristian von Vogel
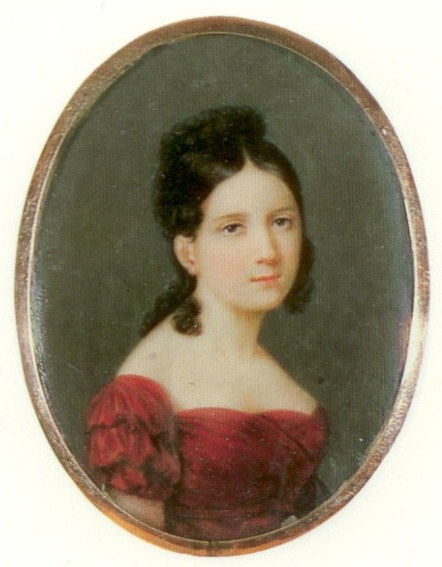
La princesse Natalia Pavlovna Chtcherbatova, fille du prince Pavel Petrovitch Chtcherbatov et épouse du comte  Alexandre Nikolaïevitch Zoubov.
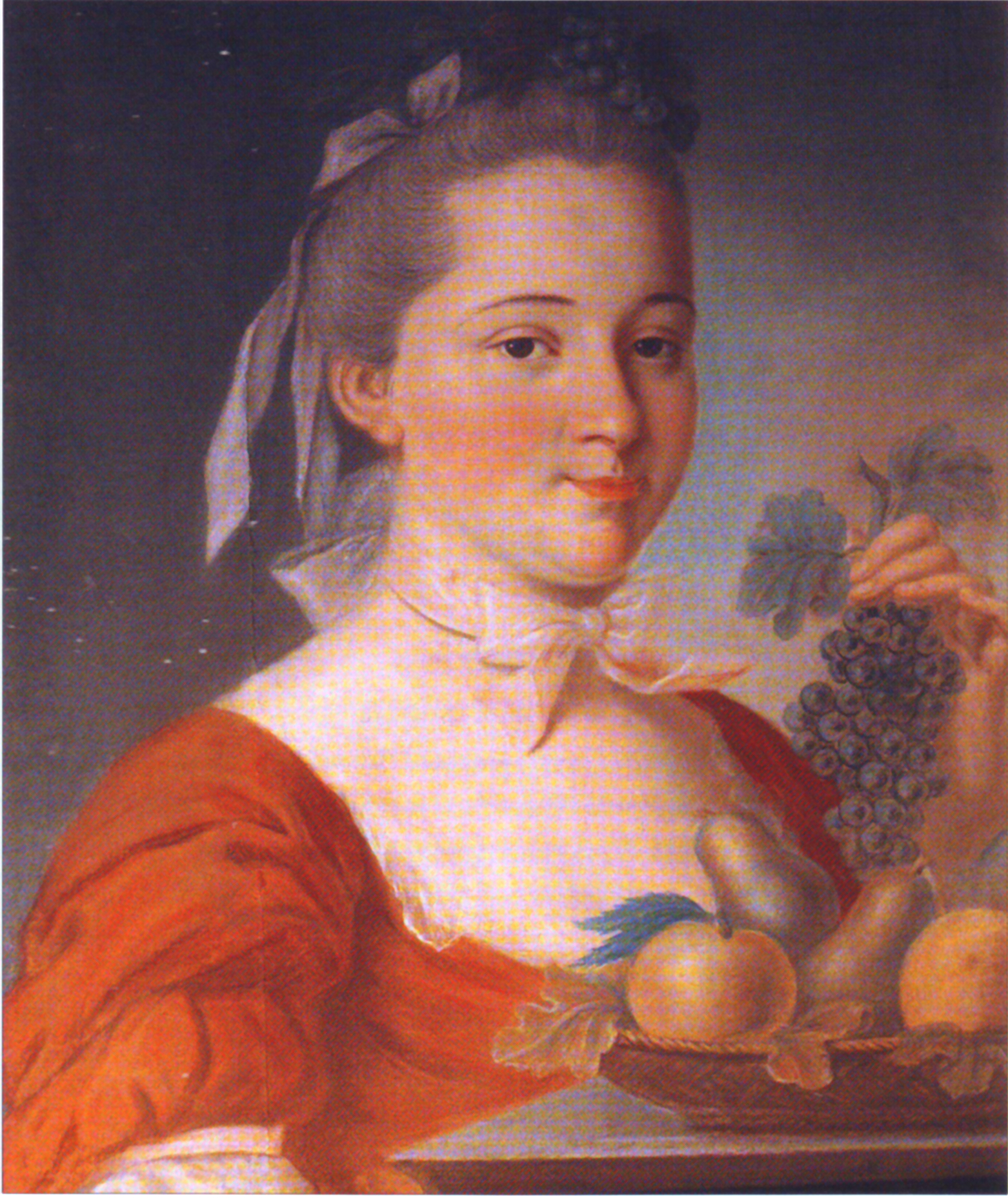
Matriona Pavlovna Balk-Poleva tante maternelle du prince Pavel Petrovitch Chtcherbatov, portrait du peintre Jean-François Samsois.
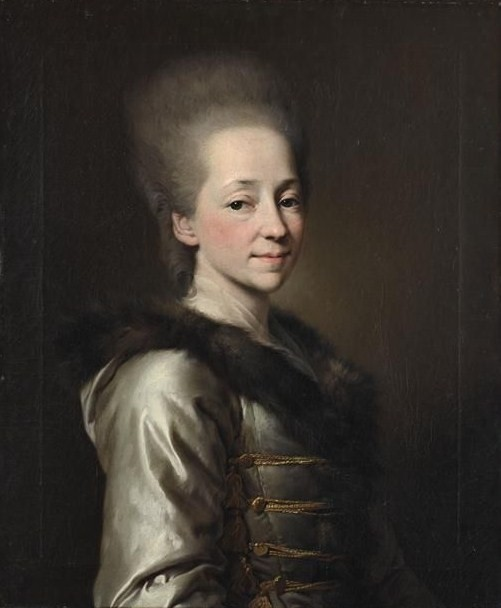
Maria Pavlovna Balk-Poleva tante maternelle du prince Pavel Petrovitch Chtcherbatov.